# Міжнародне Бюро Виставок
Міжнаро́дне Бюро́ Ви́ставок (фр. Bureau International des Expositions, BIE) — міжурядова організація, створена для спостереження за міжнародними виставками під юрисдикцією Конвенції щодо Міжнародних Виставок.

## Підстави й цілі
Міжнародне Бюро Виставок (МБВ) створили під час підписання 22 листопада 1928 року в Парижі Конвенції щодо Міжнародних виставок, яка включала такі цілі:
- встановлення календаря, заявок, відбору й організації Універсальних виставок;
- встановлення правових норм для створення найкращих умов співпраці між організаторами Виставок і учасників

4 лютого 2016 Бюро нараховувало 170 країн-учасниць, які підписали Конвенцію.
МБВ забезпечує два види виставок: Зареєстровані Виставки (також називаються Універсальні) і Визнані Виставки (міжнародні або спеціалізовані). Садові Виставки зі значенням А1 під наглядом Міжнародної спілки виробників продукції садівництва визнані з 1960 року.
Міжнародне Бюро Виставок також проводить виставки оздобного мистецтва й Сучасної Архітектури Трієнале в Мілані, якщо що вона дотримується своїх початкових характеристик.

## Держави-члени
170 країн держав є членами Міжнародного Бюро Виставок.
- Афганістан
- Албанія
- Алжир
- Андорра
- Ангола
- Антигуа і Барбуда
- Аргентина
- Вірменія
- Австралія
- Австрія
- Азербайджан
- Багамські Острови
- Бахрейн
- Бангладеш
- Барбадос
- Білорусь
- Бельгія
- Беліз
- Бенін
- Боснія і Герцеговина
- Бразилія
- Болгарія
- Буркіна-Фасо
- Бурунді
- Камбоджа
- Камерун[3]
- Центральноафриканська Республіка
- Чад[4]
- Чилі
- КНР
- Колумбія
- Коморські Острови
- Республіка Конго
- ДР Конго
- Коста-Рика
- Хорватія
- Куба
- Кіпр
- Чехія
- Данія
- Джибуті
- Домініка
- Домініканська Республіка
- Еквадор
- Єгипет
- Сальвадор
- Екваторіальна Гвінея
- Еритрея
- Естонія
- Фіджі
- Фінляндія
- Франція
- Габон
- Гамбія
- Грузія
- Німеччина
- Гана
- Греція
- Гренада
- Гватемала
- Гвінея
- Гвінея-Бісау
- Гаяна
- Гаїті
- Гондурас
- Угорщина
- Ісландія
- Індонезія
- Іран
- Ірак
- Ізраїль
- Італія
- Кот-д'Івуар
- Японія
- Йорданія
- Казахстан
- Кенія
- Кірибаті
- Північна Корея
- Південна Корея
- Кувейт
- Киргизстан
- Лаос
- Ліван
- Лесото
- Ліберія
- Лівія
- Литва
- Мадагаскар
- Малаві
- Малайзія
- Мальдіви
- Малі
- Мальта
- Маршаллові Острови
- Мавританія
- Маврикій
- Мексика
- Монако
- Мозамбік[4]
- Монголія
- Чорногорія
- Марокко
- Намібія
- Науру
- Непал
- Нідерланди
- Нова Зеландія[4]
- Нікарагуа
- Нігер
- Нігерія
- Норвегія
- Оман
- Пакистан
- Палау
- Панама
- Парагвай
- Перу
- Філіппіни
- Польща
- Португалія
- Катар
- Румунія
- Росія
- Руанда
- Сан-Марино
- Сент-Кіттс і Невіс
- Сент-Люсія
- Сент-Вінсент і Гренадини
- Самоа
- Саудівська Аравія
- Сенегал
- Сербія
- Сейшельські Острови
- Сьєрра-Леоне
- Словаччина
- Словенія
- Соломонові Острови
- ПАР
- Іспанія
- Сомалі[4]
- Шрі-Ланка
- Судан
- Південний Судан[5]
- Суринам
- Есватіні
- Швеція
- Швейцарія
- Сирія
- Таджикистан
- Танзанія
- Таїланд
- Східний Тимор
- Того
- Тонга
- Туніс
- Туреччина
- Туркменістан[4]
- Тувалу
- Уганда
- Україна
- ОАЕ
- Велика Британія
- Уругвай
- Узбекистан
- Вануату
- Венесуела
- В'єтнам
- Ємен
- Замбія

### Колишні члени
16 жовтня 2012 року Консервативний уряд зумовив вихід Канади з МБВ, скасувавши виплату річного внеску розміром у 25,000 доларів США, у зв'язку з проведенням «перегляду всіх витрат з метою зменшення дефіциту та повернення до збалансованого бюджету».

#### США
Після Першої світової війни всього 5 універсальних виставок були схвалені МБВ у США: Виставка 21 століття в Сіетлі (1962), HemisFair у Сан-Антоніо (1968), Виставка 1974 в Спокені (Вашингтон), Виставка 1982 в Ноксвіллі (Теннессі) і Всесвітня виставка Луїзіани в Новому Орлеані. У червні 2001 року закінчилося членство США в МБВ. Причиною стала відмова від виділення коштів Конгресом США протягом двох років. США не надало конкретної причини нездатності виплати внеску. МБВ донині не проти участі США. У листі від 20 квітня 2006 року Головний Секретар заявив: «Як вам відомо, США припинили свою участь у МБВ в червні 2001. Жителі знають про хороший вплив виставок на їхні міста, штати та країну загалом. Було б чудово знову відвідати виставку в Сполучених Штатах». Участь у МБВ контролюється Комітетом Сенату США з міжнародних відносин.

Онлайн-джерело The Ranger доповідає:
Доктор Роберт Рідел, глава Гуманітарного інституту Університету Штату Монтана й знавець із міжнародних виставок, сказав, що американці перестали цікавитися універсальними виставками в 90-ті роки після деяких невдалих виставок у 80-ті роки. А саме: універсальні виставки вважають дотепними; виставку в Ноксвіллі, наприклад, засміяли в серії Сімпсонів «Bart on the Road» у 1996 році. На думку Ріделя, виставка 1982 року не настільки погана як багато хто вважає. Подібне погане враження, прагнення заощадити гроші платника податків у США призвели до того, що секретар Колін Павелл припинив членство США в Міжнародному Бюро Виставок у 2001 році.

## Зареєстровані виставки
З початку 21 століття Універсальні (Зареєстровані) Виставки можуть відбуватися кожні 5 років та тривати 6 місяців. До участі допускаються країни, міжнародні організації, громадські спілки, корпорації. Тематика Універсальних виставок доволі широка, учасники зобов'язані самі спроєктувати та побудувати свій виставковий павільйон, але при цьому є винятки, за яких керівник зареєстрованої виставки зводить будівлі або спільні павільйони для залучення більшої кількості держав та зниження витрат для країн, що розвиваються. Приклади недавніх тематичних виставок: «Людина і Її світ» для Виставка-67 в Монреалі, «Відкриття» у Севільї в 1992. Спільний павільйон Plaza of America був побудований на виставці в Севільї в 1992 для збільшення відвідуваності країн із Південної Америки. Plaza of Africa в Севільї була зведена з тією ж метою для країн з Африки.
Зареєстровані виставки великі за своїми масштабами, іноді вони досягають 300 або 400 гектарів (Виставка 67 в Монреалі зайняла 410 гектарів, в Осаці в 1970—330 га, виставка в Севільї в 1992—215 га й Виставка 2010 Шанхай 528 га), як і самі павільйони учасників, що досягають деколи від 5000 до 10000 квадратних метрів, іноді займають кілька поверхів (павільйон Австралії в Шанхаї у 2010 займав 5000 м², у той час як Китайський національний павільйон простягався на 20 000 кв.м.) Виставка 2010 року в Шанхаї допускала три види павільйонів: спроєктовані й побудовані учасником, особисті павільйони, придумані та побудовані керівником виставки для здачі у винайм учасникам, і спільні павільйони, спроєктовані й побудовані організатором для винайму країнам, що розвиваються.
Також у зв'язку з тим, що Зареєстровані виставки найчастіше проводяться у великих містах, відвідуваність досягає в середньому 200 000 осіб на добу й більше. У результаті впродовж 6 місяців їх відвідує від 50 до 70 мільйонів людей. Виставка 67 в Монреалі залучила близько 54 млн відвідувачів, Осака Експо 70 — 64 млн, виставка в Севільї в 1992 — 41 млн і виставка в Шанхаї у 2010 — 70 млн гостей.
Через таку навантаженість пере́віз та інші інфраструктури займають важливе місце в проведенні Зареєстрованих виставок (виставці в Севільї надали підіймачі, монорельси, пороми та автобуси), загальна вартість проведення та участі в Універсальних виставках досить висока, у порівнянні з найменшими Міжнародними чи Єдиними спеціалізованими виставками.

## Визнані Виставки
З початку 21 століття Міжнародні чи Спеціалізовані Виставки можуть проходити в час між двома Зареєстрованими виставками й тривати від 6 тижнів до 3 місяців. До участі допускаються країни, міжнародні організації, громадські спілки й корпорації, але виставка повинна мати чітко визначену тематику. Прикладом можна вважати Міжнародно визнану Всесвітню виставку 1988 року, яка називалася Всесвітня виставка (1988) у Брисбені (Австралія), темою якої була «Відпочинок в епоху технологій». Павільйони зводяться організаторами, а не учасниками, без здачі в оренду. Проте павільйони не можуть перевищувати 1000 м², бо вся територія виставки не може бути більшою за 25 га. З цієї причини Визнані виставки дешевші за Зареєстровані, і більше грошей витрачається на утримання павільйону, ніж на його оформлення. Проте є винятки, за яких учасник створює та зводить свій власний павільйон. Це відбувається тоді, коли темою є етнічна культура, наприклад, під час будівництва хат для островів Південного Тихого Океану, пагода для Непалу, Японії або Таїланду і т. д. Нація або спілка не зобов'язані бути членами МБВ для участі у Визнаній Виставці.

## Обереги Виставок

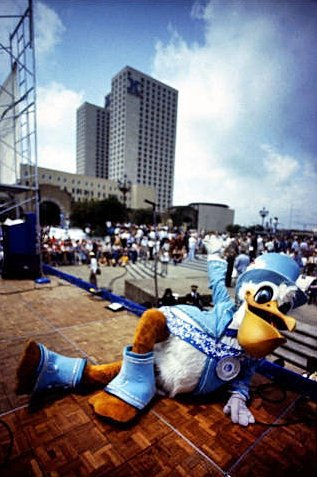
, найперший оберіг Світових Виставок.

Використання оберегів (маскот) у Всесвітніх виставках почалося з виставки в Луїзіані в 1984 році. Сеймор де Фейр, білий пелікан зростом 2,2 метра був офіційним талісманом у виставці 1984 року й першим затвердженим виставковим оберегом за всю історію виставок. Завданням Сеймора було підкреслити тему чистої води та привернути увагу дітей; Сеймор став причиною появи й інших химерних талісманів.
Перелік оберегів різноманітних виставок:
- Сеймор де Фейр[en], Всесвітня виставка в Луїзіані в 1984 році
- Космо Хосімару, Спеціалізована виставка 1985 в Тсукубі[en]
- Експо Ерні, Міжнародна спеціалізована виставка у Ванкувері (1986)
- Експо Оз, Виставка в Брисбені (1988)[en]
- Курро, Виставка (1992) в Севільї[en]
- Кумдорі, Міжнародна спеціалізована виставка в Теджоні (1993)[en]
- Ґіл, Міжнародна спеціалізована виставка в Лісабоні (1998)
- Твіпсі[en], Всесвітня виставка в Ганновері (2000)[en]
- Кіккоро та Моріцо, Міжнародна спеціалізована виставка (2005) в Айті
- Флюві, Міжнародна спеціалізована виставка в Сарагосі (2008)
- Гайбао[en], Всесвітня виставка в Шанхаї (2010)
- Єоні та Суні, Міжнародна спеціалізована виставка (2012) у Йосу[en]
- Фуді, Всесвітня виставка в Мілані (2015)
- Саулі, Куат ет Мольдір[9], Всесвітня виставка в Астані (2017)

## Знамена
Гімном Міжнародного Бюро Виставок є початок 4 руху Симфонії № 9 мі мінор «З Нового Світу» Дворжака.